# Toni Kroos
 (octobre 2024).
Pour les articles homonymes, voir Kroos.
Toni Kroos, né le 4 janvier 1990 à Greifswald (République démocratique allemande), est un footballeur international allemand ayant évolué au poste de milieu de terrain du milieu des années 2000 à celui des années 2020.
Formé au Bayern Munich, le milieu de terrain remporte plusieurs titres avec le club bavarois dont trois championnats d'Allemagne et une Ligue des champions en 2013 avant de rejoindre l'Espagne en 2014. Au Real Madrid, Toni Kroos devient rapidement titulaire indiscutable. Il remporte quatre championnats d'Espagne et cinq nouvelles Ligues des champions en 2016, 2017, 2018, 2022 et 2024.
En sélection, Toni Kroos fait ses débuts avec l'équipe A d'Allemagne en 2010 après s'être déjà fait remarquer pour ses performances chez les jeunes. Titulaire lors de la Coupe du monde 2014 ayant lieu au Brésil, il est l'un des acteurs-clé du parcours de la Mannschaft dans la compétition inscrivant notamment deux buts lors de la demi-finale Brésil-Allemagne remportée 7-1 par son équipe avant d'être sacré champion du monde en finale contre l'Argentine (1-0). Les années suivantes sont plus ternes et Toni Kroos décide de prendre sa retraite internationale à l'issue de l'Euro 2021. Trois ans plus tard, il revient en sélection en vue du championnat d'Europe disputé à domicile et atteint les quarts de finale de cette compétition qui est la dernière de sa carrière.
Il est le frère aîné de Felix Kroos, un ancien joueur de football qui évolue au même poste.

## Biographie

### Parcours chez les jeunes
Toni Kroos commence sa carrière au Greifswalder SC où il joue sous les yeux de son père alors entraineur jeunes. Il quitte le club en 2002 pour suivre son père au Hansa Rostock alors que son frère Felix évolue déjà dans l'équipe réserve du club. Avec l'équipe des -17 ans du Hansa Rostock, il termine vice-champion d'Allemagne. Kroos quitte en 2005 son club pour partir en terre bavaroise. Convoité par Schalke 04, Chelsea et Manchester United, il rejoint le Bayern de Munich  pour une somme inconnue mais qualifiée par le président de Rostock « d'exorbitante ». Ce transfert est très médiatisé en Allemagne et Toni Kroos est rapidement présenté par les médias comme l'un des plus grands espoirs du football allemand, alors qu'il n'a même pas seize ans. Les dirigeants du Bayern Munich ne tarissent pas d'éloges sur le jeune joueur ; Uli Hoeness annonçant même que le maillot numéro 10 serait réservé à Kroos.
Depuis 2004, il fait partie des sélections de jeunes de l'équipe nationale : équipe des -16 ans, -17 ans, -19 ans et -21 ans. Il a brillé lors de l'Euro des moins de 17 ans avec l'équipe d'Allemagne de 2006 et l'a amenée jusqu'en demi-finale. Il inscrit son unique but sur penalty lors du match d'ouverture face au pays organisateur, la Belgique.
Toni Kroos est aussi depuis son arrivée, la plaque tournante et le meneur de jeu du Bayern des -19 et de l'Allemagne des -17, pour lesquels il a joué 24 matchs et inscrit 9 buts.
Participant au championnat espoir allemand, le jeune numéro 8 du Bayern survole la compétition et est l'auteur de 9 buts en 16 rencontres, participant ainsi activement à la première place au classement général.
Durant l'Euro des moins de 17 ans 2007, l'Allemagne échoue au premier tour mais se qualifie pour le mondial qui se déroule quelques mois plus tard via un match de barrage face à la Hollande. Le numéro 10 allemand a inscrit 3 buts dans ce tournoi. Le capitaine de l'équipe allemande mène son équipe vers les demi-finales et chute face au futur champion nigérian. À la fin de la compétition, Kroos a reçu le « Ballon d'or » du meilleur joueur du tournoi de la FIFA. Avec des statistiques impressionnantes (5 buts et 4 passes décisive), le milieu offensif termine deuxième meilleur buteur et meilleur passeur du tournoi.

## Carrière professionnelle

### Bayern Munich (2007-2009)
Toni Kroos dispute son premier match professionnel lors de la 7e journée de la Bundesliga 2007-2008 face au FC Energie Cottbus. Rentré à 18 minutes du terme, il délivre deux passes décisives pour Miroslav Klose qui alourdit le score à 5-0. Il récidive lors de son 3e match, en coupe de l'UEFA, contre l'Étoile Rouge de Belgrade en retournant cette fois une situation compromise quand, rentré à la 81e lorsque son équipe était menée 1-2, il décernera deux coups francs victorieux dans les dernières minutes du match, l'un dévié par Miroslav Klose et l'autre directement dans les buts serbes.
Le 12 janvier 2008, peu après ses 18 ans, Toni Kroos signe durant la trêve hivernale son premier contrat professionnel qui le lie avec le club bavarois jusqu'en 2012. Le transfert est annoncé par le manager, Uli Hoeness, après une victoire 7-2 du Bayern sur une sélection chinoise.

### Prêt au Bayer Leverkusen (2009-2010)
Le 31 janvier 2009, Kroos qui n'arrive pas à avoir de temps de jeu dans le club bavarois, est prêté au Bayer Leverkusen pour une durée de une saison et demie, les dirigeants espérant réitérer la même opération que celle menée avec Philipp Lahm, prêté au VfB Stuttgart pour s'aguerrir et s'imposer comme titulaire dans le onze bavarois par la suite. C'est sous ces nouvelles couleurs qu'il marque son premier but en championnat, le 18 avril 2009 contre le VfL Wolfsburg. La saison 2009-2010 est un succès sur le plan personnel pour Kroos, qui doit revenir au Bayern Munich pour la saison suivante, où il aura néanmoins fort à faire pour s'imposer dans l'entrejeu bavarois à la place du capitaine Van Bommel (en 4-4-2).

### Retour au Bayern Munich (2010-2014)
Lors de la première partie de saison 2010-2011, les blessures à long terme des titulaires Arjen Robben et Franck Ribéry propulsent Kroos dans le 11 de départ, sur le côté gauche où il alterne le bon et le moins bon, comme toute son équipe, décimée par les blessures. Il ouvre son compteur de buts contre le SC Fribourg, lors de la 10e journée de Bundesliga, d'une superbe frappe de 20 mètres en pleine lucarne.
Quand Franck Ribéry revient dans le onze type, Toni Kroos recule en milieu de terrain aux côtés de son capitaine Mark van Bommel, tandis que Bastian Schweinsteiger se place derrière les avants-centres. Au printemps 2011, malgré une saison en demi-teinte, Toni voit son contrat avec le Bayern Munich prolongé jusqu'en 2015, démontrant ainsi la confiance que lui portent les dirigeants bavarois.
L'arrivée pour la saison 2011-2012 du coach Jupp Heynckes est bénéfique au jeune milieu de terrain : en effet, il a déjà évolué sous les instructions de celui-ci lors de son prêt au Bayer Leverkusen. De fait, Kroos joue bien plus que sous Louis van Gaal, que ce soit derrière l'avant-centre, auquel cas Thomas Müller glisse sur un côté comme avec la Mannschaft où plus en retrait aux côtés de Bastian Schweinsteiger. Excellent centreur, il possède également une belle vision de jeu et n'hésite pas à apporter le surnombre dans la surface adverse, où sa lourde frappe de balle à mi-distance fait des ravages. Il est dorénavant l'un des meilleurs éléments du Bayern de Munich.

### Real Madrid (2014-2024)

#### Saison 2014-2015
Le 17 juillet 2014, Toni Kroos s'engage pour six ans avec le Real Madrid pour 25 millions d'euros, hors bonus. Son arrivée renforce la qualité technique du milieu de terrain madrilène qui comprend notamment Luka Modrić, Xabi Alonso et Ángel Di María, les deux derniers quittant cependant le club durant le mois d'août. Toni Kroos joue son premier match sous ses nouvelles couleurs du lors de la Supercoupe d'Europe. Le Real Madrid l'emporte 2-0 face à un autre club espagnol : le FC Séville. Toni Kroos remporte ainsi son premier trophée sous les couleurs madrilènes. Le 8 novembre 2014, il marque son premier but à l'occasion d'une victoire 5 buts à 1 contre le Rayo Vallecano.

#### Saison 2015-2016
Au milieu de la saison, Rafael Benítez est remplacé par Zinédine Zidane, sous la direction duquel Toni Kroos continue de jouer un rôle de premier plan. Zinédine Zidane a même mentionné que Toni Kroos pourrait "marquer une époque" à Madrid, l'appelant "la signature parfaite". Il remporte la Ligue des champions en étant titulaire lors de la finale face au voisin de l'Atlético de Madrid.

#### Saison 2016-2017
Il termine la saison 2016-2017 par un doublé historique avec le Real Madrid, remportant ainsi la Liga Santander et la Ligue des champions.

#### Saison 2017-2018
Il remporte la Ligue des champions pour la troisième année de suite. Il fut le joueur le plus utilisé par Zinédine Zidane.

#### Saison 2018-2019
Le 22 décembre, il remporte la Coupe du monde des clubs de la FIFA 2018 après que son équipe eut battu le club Al-Aïn Club sur le score de 4-1. il est le premier joueur de l'histoire à gagner 5 fois ce trophée (une fois avec le Bayern et quatre fois avec le Real). En ligue des champions, le Real perd en huitième de finale face l'Ajax Amsterdam de Frenkie de Jong. Annoncé sur le départ, l'international allemand prolonge son contrat jusqu'en 2023.

#### Saison 2019-2020
Le 22 octobre, il joue son 100e match en Ligue des champions face à Galatasaray et marque le seul but de la rencontre (1-0), qui correspond à son quinzième but avec le Real. A l’occasion des demi-finales de la Supercoupe d’Espagne, le Real Madrid a surclassé Valence (3-1) grâce, notamment, à un but sur corner direct de Toni Kroos en première période. Quelques jours plus tard, il remporte la Supercoupe en battant l'Atlético de Madrid. Le 16 juillet, face à Villarreal pour la 37e journée de la Liga Santander, le Real est mathématiquement champion d'Espagne devant le Barça. Kroos sera encore une fois une pièce maîtresse du Real. Cependant en ligue des champions, le Real est encore éliminé en huitième de finale, cette fois ci par Manchester City. Kroos termine la saison avec 9 buts et 10 passes décisifs toutes compétitions confondus .

#### Saison 2020-2021
Titulaire lors des deux premiers matchs du Real Madrid en Liga contre la Real Sociedad (0-0) et le Real Betis (3-2), Toni Kroos a dû laisser ses partenaires contre les Verdiblancos. Le milieu de terrain allemand restera éloigné des terrains à cause d'une blessure et d'une déchirure à la fesse gauche. Kroos marque son premier but de la saison face à l'Athletic Club.
Après un début de saison compliqué, Kroos délivre de nombreuses bonnes performances, il marque un but contre l'Athletic Bilbao et délivre 2 passes décisives contre le Deportivo Alavés, puis récidive  en délivrant une passe à Marco Asensio, le match suivant. Le 6 février 2021, il écope de son 5e carton jaune contre SD Huesca, il est donc suspendu pour le match contre Getafe soit son deuxième match de suspension de la saison après le match retour de la  sélection allemande contre l'Ukraine. De retour de suspension, il est le meilleur joueur du match suivant contre Valence CF (victoire 2-0) durant lequel, il délivre une passe décisive pour Karim Benzema et inscrit le deuxième but du Real.
Le 10 avril, Kroos marque sur coup franc contre le FC Barcelone, permettant à son équipe de gagner 2-1 et de reprendre la tête de la Liga. Dans une saison où Kroos reste associé au milieu de terrain à Casemiro et Luka Modrić, le Real finit deuxième de Liga derrière l'Atlético de Madrid.

#### Saison 2021-2022
Atteint d'une pubalgie, il manque le début de la saison. Le 28 septembre 2021, il commence la saison en Ligue des champions, lors de son entrée en jeu contre le FC Sheriff Tiraspol (défaite, 1-2). Le 6 novembre 2021, il retrouve sa place de titulaire et marque son premier but de la saison contre Rayo Vallecano (victoire, 2-1).
Auteur d'un très bon début de saison, Toni Kroos est de plus en plus critiqué, mais l'allemand garde la confiance de Carlo Ancelotti. Titulaire pendant tous les matchs à élimination directe, le 28 mai 2022, Toni Kroos remporte sa cinquième Ligue des champions en battant le Liverpool FC sur le score d'un but à zéro, record qu'il partage avec Cristiano Ronaldo, Karim Benzema et Luka Modrić. Sur le plan individuel, il aura joué 45 matchs pour 3 buts et pour autant de passe décisif.

#### Saison 2022-2023
Malgré le départ de Casemiro à Manchester United, la concurrence sera rude avec l'arrivée d'Aurélien Tchouaméni et la montée en puissance d'Eduardo Camavinga, néanmoins Toni Kroos reste titulaire. Le 10 août, il devient le premier joueur de l’histoire du football moderne à remporter la Supercoupe de l'UEFA à cinq reprises. Étincelant en ce début de saison, il est élu homme du match face au Celtic FC à l'occasion de la première journée des phases de poules de la Ligue des champions.
Le 11 septembre 2022, il délivre sa première passe décisive de la saison sur coup franc pour Antonio Rüdiger. Il récidive trois jours plus tard en Ligue des champions face au RB Leipzig. Le 30 octobre 2022, Toni Kroos reçoit son premier carton rouge de sa carrière professionnelle, face au Girona FC. Le 10 novembre 2022, il marque son premier but de la saison face au Cádiz CF, il délivre par la même occasion une nouvelle passe décisive et sera désigné homme du match (victoire, 2-1).
Le 11 février 2023, Toni Kroos remporte sa sixième Coupe du monde des clubs faisant de lui le joueur le plus titré, battant en finale Al Hilal (victoire, 5-3). Trois jours plus tard, il est touché par une gastro-entérite et il manque deux matchs de Liga. Le Real Madrid échoue en demi-finale face à Manchester City en s'inclinant lourdement sur le score de quatre buts à zéro au match retour. De plus, les Merengues finissent à la deuxième place du championnat espagnol derrière le rival, le FC Barcelone.
Le 21 juin 2023, Toni Kroos prolonge son contrat au Real Madrid pour une saison supplémentaire,,.

#### Saison 2023-2024
Tout comme Luka Modrić, Toni Kroos n'est plus titulaire au profit de l'arrivée de Jude Bellingham notamment, mais l'Allemand reste convaincant et reste titulaire en Ligue des champions. Le 24 septembre, il marque son premier but de la saison face à l'Atlético de Madrid (défaite, 1-3). Le 3 octobre 2023, il réalise sa 100e apparition en Ligue des champions pour le club, en étant titulaire lors du match du Real Madrid à l'extérieur contre le SSC Napoli (victoire, 3-2).
De retour à son meilleur niveau, Toni Kroos redevient une nouvelle fois une pièce essentielle de Carlo Ancelotti. Son expérience et sa qualité de passe sont toujours un atout important pour le Real Madrid. De plus, son duo au milieu de terrain avec Federico Valverde est très efficace et le club espagnol se hisse en demi-finale de la Ligue des champions après avoir battu le champion en titre Manchester City (1-1, 3-4 aux t.a.b., 3-3 à l'aller). Il retrouve ensuite son ancien club, le Bayern Munich.
Le 30 avril 2024, lors de la demi-finale aller à l'Allianz Arena, il s'illustre une fois encore par ses qualités de conservation de balle et d'orientation dans le jeu en délivrant une passe décisive magistrale à la 24e minute à Vinícius Júnior. Durant ce même match, il se voit confié le brassard de capitaine à la sortie de Nacho, avant d'être lui-même remplacé à la 76e minute par Brahim Diaz, et de céder à son tour le brassard à Luka Modrić qui remplaçait Jude Bellingham. Avant la demi-finale retour, ses statistiques de passes lors de cette saison, que ce soit en Ligue des champions ou en championnat, montrent son excellent niveau de performance dans ce domaine de jeu. Alors qu'une prolongation de contrat était discutée avec le Real Madrid, un communiqué de la Casa Blanca en date du 21 mai 2024 annonce qu'il préfère prendre sa retraite sportive à la fin de la saison et après l'Euro 2024 qui se déroulera dans son pays,,.
Son dernier match avec le Real Madrid lui permet de remporter une cinquième Ligue des champions avec le club espagnol après une victoire 2-0 contre le Borussia Dortmund, en étant décisif en délivrant une passe décisive pour Dani Carvajal. Annoncé partant, il restera finalement au Real Madrid et travaillera dans l’académie. Il annonce dans un entretien accordé au journal allemand Kicker : « Surtout avec ma famille. Je vais continuer le podcast avec mon frère Felix. Et je travaillerai dans l'académie des jeunes du Real »,,.
Toni Kroos est élu joueur allemand de l’année par Kicker en 2024, c'est la deuxième fois qu'il remporte ce titre après 2018,.

## En sélection

### Avec les moins de 17 ans
Lors de la Coupe du monde des moins de 17 ans de la FIFA, en 2007, Toni Kroos est élu meilleur joueur de la compétition et se classe troisième du classement des buteurs avec cinq réalisations (5 buts et 5 passes décisives).

### Coupe du monde 2010
En janvier 2010, Kroos est convoqué pour la première fois en équipe senior d'Allemagne, pour un entraînement à Sindelfingen. Il dispute son premier match le 3 mars 2010, face à l'Argentine de Messi (défaite 1-0).
Kroos a été sélectionné dans l'équipe de 23 joueurs de Joachim Löw pour la Coupe du Monde de la FIFA 2010 en Afrique du Sud. Il a fait ses débuts en Coupe du Monde de la FIFA lors du dernier match de phase de groupes de l'Allemagne contre le Ghana, remplaçant Bastian Schweinsteiger à la 80e minute, l'Allemagne menant 1-0. Il fait des entrées lors de tous les matchs suivants. L'Allemagne est éliminé en demi finale face à l'Espagne (1-0).

### Euro 2012
Toni Kroos commence l'Euro 2012 en tant que remplaçant. Il est titulaire lors de la demi-finale qui voit l'Allemagne s'incliner contre l'Italie.

### Coupe du monde 2014
Pendant la campagne de qualification de l'Allemagne pour la Coupe du monde de la FIFA 2014, Kroos a marqué ses deux premiers buts internationaux en compétition lors d'une victoire 6-1 contre l'équipe nationale de la république d'Irlande à Dublin,,. Le 6 septembre 2013, il a marqué le deuxième but de l'équipe lors d'une victoire 3-0 contre l'équipe nationale d'Autriche.
Kroos a été sélectionné dans l'équipe d'Allemagne pour la Coupe du monde de football 2014,,. Lors du premier match de l'équipe, une victoire 4-0 contre le Portugal, Kroos a débuté au milieu de terrain et a délivré une passe décisive à Mats Hummels pour le deuxième but de l'Allemagne. Ensuite, en quart de finale, le seul but marqué par Mats Hummels contre la France est venu de son coup franc. En demi-finale contre le pays hôte, le Brésil, Kroos a marqué deux buts en deux minutes (24' et 26'), soit le doublé le plus rapide de l’histoire de la Coupe du monde. Lors de cette même rencontre lors de la victoire 7-1 de l'Allemagne, il a également enregistré sa quatrième passe décisive du tournoi, en faisant une passe à Thomas Müller pour le premier but, et a été nommé homme du match par la FIFA. Kroos a été surnommé "Garçom" ("serveur" en portugais) par les Brésiliens pour avoir précisément délivré la plupart des passes aux attaquants.
Le 11 juillet, Kroos a été nommé sur la liste des dix joueurs présélectionnés pour le Ballon d'Or de la FIFA, prix récompensant le meilleur joueur du tournoi,.
L'indice de performance Castrol (Castrol Performance Index), l'analyseur statistique officiel de la Coupe du Monde, a désigné Kroos comme le meilleur joueur de la Coupe du Monde 2014, avec une note de 9,79 sur 10.
Kroos est considéré comme le seul joueur originaire de l'ancienne République démocratique allemande à avoir remporté la Coupe du monde.

### Euro 2016
Deux ans après son titre à la Coupe du monde 2014, l'Allemagne est éliminée en demi-finale de l'Euro 2016 par la France. Titulaire à chaque match, il délivre une passe décisive et figure dans l'équipe type de la compétition.

### Coupe du monde 2018
Il est sélectionné pour participer au Mondial 2018 disputée en Russie.
Le 23 juin 2018, six jours après la défaite de la Mannschaft lors du premier match de la phase de groupe du Mondial contre le Mexique (1-0) durant lequel il manque de marquer sur coup franc, il sauve l'Allemagne en inscrivant un coup franc direct situé quasiment sur la ligne de sortie de but suédoise. Marqué à la 95e minute de jeu face à la Suède (2-1) ce but fait de lui le sauveur de la Mannschaft, dont le résultat (1-1) compromettait la qualification en phase finale, d'autant plus que les joueurs allemands évoluaient à 10 contre 11 après l'exclusion de Jérôme Boateng à la 82e minute pour avoir reçu deux cartons jaunes pendant le match. Ces trois points s'avèrent inutiles puisque l'équipe allemande s'inclinera 2-0 lors du dernier match contre la Corée du Sud. L'Allemagne, alors tenante du titre, et Toni Kroos sont éliminés de la compétition.

### Ligue des nations 2020-2021
Le 13 octobre 2020, Toni Kroos joue son 100e match avec l'Allemagne face à la Suisse (3-3). Durant ce match, il écope d'un carton jaune alors qu'il en a récolté un au match précèdent contre l'Ukraine (victoire 2-1), il est suspendu pour le match retour contre l'Ukraine (victoire 3-1) avant de jouer la débâcle face à l'Espagne (défaite 6-0) qui empêche les Allemands de jouer la demi-finale de Ligue des nations.

### Euro 2020
Toni Kroos fait partie de la liste des 26 sélectionnés appelés par Joachim Löw à disputer l'Euro 2020, disputé entre juin et juillet 2021. Il est titulaire pendant les trois matchs de poule.
Le 2 juillet 2021, il décide de prendre sa retraite internationale à la suite de l’élimination de l’Allemagne face à l’Angleterre dès les huitième de finale.

### Euro 2024
En février 2024, Toni Kroos annonce avoir été sollicité par le sélectionneur allemand Julian Nagelsmann pour participer à l'Euro 2024 disputé en Allemagne, et avoir accepté de rejoindre l'équipe allemande à compter du rassemblement de mars. Le 23 mars 2024, pour son retour avec la sélection après presque trois ans, il délivre une très belle prestation face à l'équipe de France en délivrant une passe décisive après 7 secondes de jeu pour Florian Wirtz. En fin de match, le numéro 8 allemand est remplacé sous l'ovation du Parc Olympique lyonnais.
En mai 2024, il figure dans une liste de 27 joueurs appelés par Julian Nagelsmann pour cet Euro, avant de se retrouver dans la liste définitive le 7 juin 2024. Participant à quatre rencontres, il est éliminé en quart de finale après une défaite contre l'Espagne (2-1, après prolongation). Il rate sa prestation lors de cette rencontre qui est son dernier match en carrière.

## Statistiques

### Statistiques détaillées
Ce tableau présente les statistiques en carrière de joueur de Toni Kroos.

| Saison                | Club                    | Championnat           | Championnat | Championnat | Championnat | Coupe(s) nationale(s) | Coupe(s) nationale(s) | Coupe(s) nationale(s) | Supercoupe | Supercoupe | Supercoupe | Compétition(s) continentale(s) | Compétition(s) continentale(s) | Compétition(s) continentale(s) | Compétition(s) continentale(s) | Barrage Europe | Barrage Europe | Barrage Europe | Supercoupe UEFA | Supercoupe UEFA | Supercoupe UEFA | Coupe du monde des clubs | Coupe du monde des clubs | Coupe du monde des clubs | Total | Total | Total |
| Saison                | Club                    | Division              | M.          | B.          | P.d.        | M.                    | B.                    | P.d.                  | M.         | B.         | P.d.       | Comp.                          | M.                             | B.                             | P.d.                           | M.             | B.             | P.d.           | M.              | B.              | P.d.            | M.                       | B.                       | P.d.                     | M.    | B.    | P.d.  |
| 2008-2009             | Bayer Leverkusen (prêt) | Bundesliga            | 10          | 1           | 1           | 3                     | 0                     | 0                     | -          | -          | -          | -                              | -                              | -                              | -                              | -              | -              | -              | -               | -               | -               | -                        | -                        | -                        | 13    | 1     | 1     |
| 2009-2010             | Bayer Leverkusen (prêt) | Bundesliga            | 33          | 9           | 9           | 2                     | 0                     | 0                     | -          | -          | -          | -                              | -                              | -                              | -                              | -              | -              | -              | -               | -               | -               | -                        | -                        | -                        | 35    | 9     | 9     |
| Sous-total            | Sous-total              | Sous-total            | 43          | 10          | 10          | 5                     | 0                     | 0                     | -          | -          | -          | -                              | -                              | -                              | -                              | -              | -              | -              | -               | -               | -               | -                        | -                        | -                        | 48    | 10    | 10    |
| 2007-2008             | Bayern Munich           | Bundesliga            | 12          | 0           | 2           | 2                     | 0                     | 0                     | -          | -          | -          | C3                             | 6                              | 1                              | 2                              | -              | -              | -              | -               | -               | -               | -                        | -                        | -                        | 20    | 1     | 4     |
| 2008-2009             | Bayern Munich           | Bundesliga            | 7           | 0           | 0           | 1                     | 1                     | 1                     | -          | -          | -          | C1                             | 1                              | 0                              | 0                              | -              | -              | -              | -               | -               | -               | -                        | -                        | -                        | 9     | 1     | 1     |
| 2010-2011             | Bayern Munich           | Bundesliga            | 27          | 1           | 4           | 3                     | 1                     | 1                     | -          | -          | -          | C1                             | 7                              | 0                              | 0                              | -              | -              | -              | -               | -               | -               | -                        | -                        | -                        | 37    | 2     | 5     |
| 2011-2012             | Bayern Munich           | Bundesliga            | 31          | 4           | 9           | 6                     | 1                     | 1                     | -          | -          | -          | C1                             | 12                             | 2                              | 5                              | 2              | 0              | 0              | -               | -               | -               | -                        | -                        | -                        | 51    | 7     | 15    |
| 2012-2013             | Bayern Munich           | Bundesliga            | 23          | 6           | 8           | 3                     | 0                     | 0                     | 1          | 0          | 0          | C1                             | 9                              | 3                              | 0                              | -              | -              | -              | -               | -               | -               | -                        | -                        | -                        | 36    | 9     | 8     |
| 2013-2014             | Bayern Munich           | Bundesliga            | 29          | 2           | 4           | 6                     | 1                     | 2                     | 1          | 0          | 0          | C1                             | 12                             | 1                              | 2                              | -              | -              | -              | 1               | 0               | 0               | 2                        | 0                        | 0                        | 51    | 4     | 8     |
| Sous-total            | Sous-total              | Sous-total            | 130         | 13          | 25          | 21                    | 4                     | 3                     | 2          | 0          | 0          | -                              | 47                             | 7                              | 7                              | 2              | 0              | 0              | 1               | 0               | 0               | 2                        | 0                        | 0                        | 205   | 24    | 35    |
| 2014-2015             | Real Madrid             | Liga                  | 36          | 2           | 7           | 2                     | 0                     | 1                     | 2          | 0          | 0          | C1                             | 12                             | 0                              | 3                              | -              | -              | -              | 1               | 0               | 0               | 2                        | 0                        | 2                        | 55    | 2     | 13    |
| 2015-2016             | Real Madrid             | Liga                  | 32          | 1           | 10          | -                     | -                     | -                     | -          | -          | -          | C1                             | 12                             | 0                              | 1                              | -              | -              | -              | -               | -               | -               | -                        | -                        | -                        | 44    | 1     | 11    |
| 2016-2017             | Real Madrid             | Liga                  | 29          | 3           | 12          | 5                     | 0                     | 1                     | -          | -          | -          | C1                             | 12                             | 1                              | 1                              | -              | -              | -              | -               | -               | -               | 2                        | 0                        | 2                        | 48    | 4     | 16    |
| 2017-2018             | Real Madrid             | Liga                  | 27          | 5           | 7           | 0                     | 0                     | 0                     | 2          | 0          | 0          | C1                             | 12                             | 0                              | 1                              | -              | -              | -              | 1               | 0               | 0               | 1                        | 0                        | 0                        | 43    | 5     | 8     |
| 2018-2019             | Real Madrid             | Liga                  | 28          | 0           | 4           | 4                     | 0                     | 0                     | 0          | 0          | 0          | C1                             | 8                              | 1                              | 2                              | -              | -              | -              | 1               | 0               | 0               | 2                        | 0                        | 0                        | 43    | 1     | 6     |
| 2019-2020             | Real Madrid             | Liga                  | 35          | 4           | 5           | 2                     | 0                     | 2                     | 2          | 1          | 0          | C1                             | 6                              | 1                              | 1                              | -              | -              | -              | -               | -               | -               | -                        | -                        | -                        | 45    | 6     | 8     |
| 2020-2021             | Real Madrid             | Liga                  | 28          | 3           | 10          | 1                     | 0                     | 0                     | 1          | 0          | 0          | C1                             | 12                             | 0                              | 2                              | -              | -              | -              | -               | -               | -               | -                        | -                        | -                        | 42    | 3     | 12    |
| 2021-2022             | Real Madrid             | Liga                  | 28          | 1           | 3           | 3                     | 0                     | 0                     | 2          | 0          | 0          | C1                             | 12                             | 2                              | 0                              | -              | -              | -              | -               | -               | -               | -                        | -                        | -                        | 45    | 3     | 3     |
| 2022-2023             | Real Madrid             | Liga                  | 30          | 2           | 4           | 5                     | 0                     | 0                     | 2          | 0          | 0          | C1                             | 12                             | 0                              | 2                              | -              | -              | -              | 1               | 0               | 0               | 2                        | 0                        | 0                        | 52    | 2     | 6     |
| 2023-2024             | Real Madrid             | Liga                  | 33          | 1           | 8           | 1                     | 0                     | 0                     | 2          | 0          | 0          | C1                             | 12                             | 0                              | 2                              | -              | -              | -              | -               | -               | -               | -                        | -                        | -                        | 48    | 1     | 10    |
| Sous-total            | Sous-total              | Sous-total            | 306         | 22          | 70          | 23                    | 0                     | 4                     | 13         | 1          | 0          | -                              | 110                            | 5                              | 15                             | -              | -              | -              | 4               | 0               | 0               | 9                        | 0                        | 4                        | 465   | 28    | 93    |
| Total sur la carrière | Total sur la carrière   | Total sur la carrière | 479         | 45          | 153         | 49                    | 4                     | 7                     | 15         | 0          | 0          | -                              | 157                            | 12                             | 22                             | 2              | 0              | 0              | 5               | 0               | 0               | 11                       | 0                        | 4                        | 718   | 61    | 186   |

### En sélection nationale
| Saison                | Sélection             | Phases finales                | Phases finales | Phases finales | Phases finales | Éliminatoires CDM | Éliminatoires CDM | Éliminatoires CDM | Éliminatoires EURO | Éliminatoires EURO | Éliminatoires EURO | Ligue Nations UEFA | Ligue Nations UEFA | Ligue Nations UEFA | Matchs amicaux | Matchs amicaux | Matchs amicaux | Total | Total | Total |
| Saison                | Sélection             | Compétition                   | M              | B              | Pd             | M                 | B                 | Pd                | M                  | B                  | Pd                 | M                  | B                  | Pd                 | M              | B              | Pd             | M     | B     | Pd    |
| --------------------- | --------------------- | ----------------------------- | -------------- | -------------- | -------------- | ----------------- | ----------------- | ----------------- | ------------------ | ------------------ | ------------------ | ------------------ | ------------------ | ------------------ | -------------- | -------------- | -------------- | ----- | ----- | ----- |
| 2009-2010             | Allemagne             | Coupe du monde 2010           | 4              | 0              | 0              | -                 | -                 | -                 | -                  | -                  | -                  | -                  | -                  | -                  | 4              | 0              | 0              | 8     | 0     | 0     |
| 2010-2011             | Allemagne             | -                             | -              | -              | -              | -                 | -                 | -                 | 6                  | 0                  | 0                  | -                  | -                  | -                  | 4              | 0              | 0              | 10    | 0     | 0     |
| 2011-2012             | Allemagne             | Euro 2012                     | 4              | 0              | 0              | -                 | -                 | -                 | 2                  | 0                  | 0                  | -                  | -                  | -                  | 6              | 2              | 1              | 12    | 2     | 1     |
| 2012-2013             | Allemagne             | -                             | -              | -              | -              | 3                 | 2                 | 0                 | -                  | -                  | -                  | -                  | -                  | -                  | 2              | 0              | 0              | 5     | 2     | 0     |
| 2013-2014             | Allemagne             | Coupe du monde 2014           | 7              | 2              | 4              | 4                 | 1                 | 3                 | -                  | -                  | -                  | -                  | -                  | -                  | 5              | 0              | 2              | 16    | 3     | 9     |
| 2014-2015             | Allemagne             | -                             | -              | -              | -              | -                 | -                 | -                 | 5                  | 1                  | 0                  | -                  | -                  | -                  | 2              | 1              | 1              | 7     | 2     | 1     |
| 2015-2016             | Allemagne             | Euro 2016                     | 6              | 0              | 1              | -                 | -                 | -                 | 4                  | 0                  | 1                  | -                  | -                  | -                  | 3              | 2              | 0              | 13    | 2     | 2     |
| 2016-2017             | Allemagne             | Coupe des confédérations 2017 | -              | -              | -              | 4                 | 1                 | 0                 | -                  | -                  | -                  | -                  | -                  | -                  | 1              | 0              | 0              | 5     | 1     | 0     |
| 2017-2018             | Allemagne             | Coupe du monde 2018           | 3              | 1              | 0              | 3                 | 0                 | 1                 | -                  | -                  | -                  | -                  | -                  | -                  | 4              | 0              | 0              | 10    | 1     | 1     |
| 2018-2019             | Allemagne             | -                             | -              | -              | -              | -                 | -                 | -                 | 1                  | 0                  | 0                  | 4                  | 1                  | 1                  | 1              | 0              | 1              | 6     | 1     | 2     |
| 2019-2020             | Allemagne             | -                             | -              | -              | -              | -                 | -                 | -                 | 4                  | 3                  | 2                  | -                  | -                  | -                  | -              | -              | -              | 4     | 3     | 2     |
| 2020-2021             | Allemagne             | Euro 2020                     | 4              | 0              | 0              | -                 | -                 | -                 | -                  | -                  | -                  | 5                  | 0                  | 0                  | 1              | 0              | 0              | 10    | 0     | 0     |
| 2023-2024             | Allemagne             | Euro 2024                     | 5              | 0              | 0              | -                 | -                 | -                 | -                  | -                  | -                  | -                  | -                  | -                  | 3              | 0              | 2              | 8     | 0     | 2     |
| Total sur la carrière | Total sur la carrière | Total sur la carrière         | 33             | 3              | 5              | 14                | 4                 | 4                 | 22                 | 4                  | 3                  | 9                  | 1                  | 1                  | 36             | 5              | 7              | 114   | 17    | 20    |

### En sélection

#### Matches internationaux
| 1     | 3 mars 2010        | Allianz Arena, Munich, Allemagne                           | Argentine          | D 1-0     |    |    | match amical                            | Entrèe en jeu à la place de Mesut Özil à la 67e minute de jeu             |
| 2     | 13 mai 2010        | Neuer Tivoli, Aix-la-Chapelle, Allemagne                   | Malte              | V 3-0     |    |    | match amical                            | Titulaire et remplacé par Kevin Großkreutz à la 57e minute                |
| 3     | 29 mai 2010        | Puskás Ferenc Stadion, Budapest, Hongrie                   | Hongrie            | V 3-0     |    |    | match amical                            | Titulaire et remplacé par Marko Marin à la 62e minute                     |
| 4     | 3 juin 2010        | Commerzbank-Arena, Francfort-sur-le-Main, Allemagne        | Bosnie-Herzégovine | V 3-1     |    |    | match amical                            | Entrée en jeu à la place de Bastian Schweinsteiger à la 86e minute        |
| 5     | 23 juin 2010       | Soccer City, Johannesbourg, Afrique du Sud                 | Ghana              | V 1-0     |    |    | Coupe du monde 2010                     | Entrée en jeu à la place de Bastian Schweinsteiger à la 81e minute        |
| 6     | 3 juillet 2010     | Cape Town Stadium, Le Cap, Afrique du Sud                  | Argentine          | V 4-1     |    |    | Coupe du monde 2010                     | Entrée en jeu à la place de Sami Khedira à la 77e minute                  |
| 7     | 7 juillet 2010     | Stade Moses-Mabhida, Durban, Afrique du Sud                | Espagne            | D 1-0     |    |    | Coupe du monde 2010                     | Entrée en jeu à la place de Piotr Trochowski à la 62e minute              |
| 8     | 10 juillet 2010    | Nelson Mandela Bay Stadium, Port Elizabeth, Afrique du Sud | Uruguay            | V 3-2     |    |    | Coupe du monde 2010                     | Entrée en jeu à la place de Marcell Jansen à la 81e minute                |
| 9     | 11 août 2010       | Parken Stadium, Copenhague,Danemark                        | Danemark           | N 2-2     |    |    | match amical                            | Titulaire                                                                 |
| 10    | 3 septembre 2010   | Stade Roi Baudouin, Bruxelles,Belgique                     | Belgique           | V 1-0     |    |    | Eliminatoires de l'euro 2012            | Entrée en jeu à la place de Lukas Podolski à la 70e minute                |
| 11    | 8 octobre 2010     | Olympiastadion, Berlin, Allemagne                          | Turquie            | V 3-0     |    |    | Eliminatoires de l'euro 2012            | Titulaire                                                                 |
| 12    | 12 octobre 2010    | Astana Arena, Astana, Kazakhstan                           | Kazakhstan         | V 3-0     |    |    | Eliminatoires de l'euro 2012            | Titulaire                                                                 |
| 13    | 17 novembre 2010   | Nya Ullevi, Göteborg, Suède                                | Suède              | N 0-0     |    |    | match amical                            | Entrée en jeu à la place de Marko Marin à la 60e minute                   |
| 14    | 26 mars 2011       | Fritz-Walter-Stadion, Kaiserslautern, Allemagne            | Kazakhstan         | V 4-0     |    |    | Eliminatoires de l'Euro 2012            | Entrée en jeu à la place de Bastian Schweinsteiger à la 77e minute        |
| 15    | 29 mars 2011       | Borussia-Park, Mönchengladbach                             | Australie          | D 2-1     |    |    | match amical                            | Entrée en jeu à la place de Bastian Schweinsteiger à la 64e minute        |
| 16    | 29 mai 2011        | Rhein-Neckar-Arena, Sinsheim, Allemagne                    | Uruguay            | V 2-1     |    |    | match amical                            | Titulaire et remplacé par Christian Träsch                                |
| 17    | 3 juin 2011        | Stade Ernst-Happel, Vienne , Autriche                      | Autriche           | V 2-1     |    |    | Eliminatoires de l'Euro 2012            | Titulaire et remplacé par Dennis Aogo à la 90+3e minute                   |
| 18    | 7 juin 2011        | Stade Tofiq-Béhramov, Bakou, Azerbaïdjan                   | Azerbaïdjan        | V 3-1     |    |    | Eliminatoires de l'Euro 2012            | Titulaire                                                                 |
| 19    | 10 août 2011       | Mercedes-Benz Arena, Stuttgart, Allemagne                  | Brésil             | V 3-2     |    | 1  | match amical                            | Titulaire                                                                 |
| 20    | 2 septembre 2011   | Veltins-Arena, Gelsenkirchen, Allemagne                    | Autriche           | V 6-2     |    |    | Eliminatoires de l'Euro 2012            | Titulaire et remplacé par Mario Götze à la 85e minute                     |
| 21    | 6 septembre 2011   | PGE Arena Gdansk, Gdańsk, Pologne                          | Pologne            | N 2-2     | 1  |    | match amical                            | Titulaire et buteur                                                       |
| 22    | 11 octobre 2011    | Merkur Spiel-Arena, Düsseldorf, Allemagne                  | Belgique           | V 3-1     |    |    | Eliminatoires de l'Euro 2012            | Titulaire                                                                 |
| 23    | 11 novembre 2011   | Olimpiysky National Sports Complex, Kiev, Ukraine          | Ukraine            | N 3-3     | 1  |    | match amical                            | Titulaire, buteur et remplacé par Lars Bender à la 87e minute             |
| 24    | 15 novembre 2011   | Volksparkstadion, Hambourg, Allemagne                      | Pays-Bas           | V 3-0     |    |    | match amical                            | Titulaire et remplacé par Simon Rolfes à la 82e minute                    |
| 25    | 29 février 2012    | Weserstadion, Brême, Allemagne                             | France             | D 2-1     |    |    | match amical                            | Titulaire                                                                 |
| 26    | 31 mai 2012        | Red Bull Arena , Leipzig, Allemagne                        | Israël             | V 2-0     |    |    | match amical                            | Titulaire et remplacé par Mario Götze à la 85e minute                     |
| 27    | 9 juin 2012        | Arena Lviv, Lviv, Ukraine                                  | Portugal           | V 1-0     |    |    | Euro 2012                               | Entrée en jeu à la place de Mesut Özil à la 87e minute                    |
| 28    | 13 juin 2012       | Stade Metalist, Kharkiv, Ukraine                           | Pays-Bas           | V 2-1     |    |    | Euro 2012                               | Entrée en jeu à la place de Mesut Özil à la 81e minute                    |
| 29    | 17 juin 2012       | Arena Lviv, Lviv, Ukraine                                  | Danemark           | V 2-1     |    |    | Euro 2012                               | Entrée en jeu à la place de Thomas Müller à la 84e minute                 |
| 30    | 28 juin 2012       | Stade national , Varsovie, Pologne                         | Italie             | D 2-1     |    |    | Euro 2012                               | Titulaire                                                                 |
| 31    | 15 août 2012       | Commerzbank-Arena, Francfort-sur-le-Main, Allemagne        | Argentine          | D 3-1     |    |    | match amical                            | Entrée en jeu à la place de Mesut Özil à la 69e minute                    |
| 32    | 11 septembre 2012  | Stade Ernst-Happel, Vienne , Autriche                      | Autriche           | V 2-1     |    |    | Eliminatoires de la coupe du monde 2014 | Titulaire                                                                 |
| 33    | 12 octobre 2012    | Aviva Stadium, Dublin, Irlande                             | Irlande            | V 6-1     | 2  |    | Eliminatoires de la coupe du monde 2014 | Entrée en jeu à la place de Sami Khedira à la 46e minute et double buteur |
| 34    | 16 octobre 2012    | Olympiastadion, Berlin, Allemagne                          | Suède              | N 4-4     |    |    | Eliminatoires de la coupe du monde 2014 | Titulaire                                                                 |
| 35    | 6 février 2013     | Stade de France, Saint-Denis , France                      | France             | V 2-1     |    |    | match amical                            | Entrée en jeu à la place de Mario Gómez à la 57e minute                   |
| 36    | 6 septembre 2013   | Allianz Arena, Munich, Allemagne                           | Autriche           | V 3-0     | 1  |    | Eliminatoire de la coupe du monde 2014  | Titulaire et buteur                                                       |
| 37    | 10 septembre 2013  | Tórsvøllur, Torshavn, Îles Féroé                           | Îles Féroé         | V 3-0     |    |    | Eliminatoire de la coupe du monde 2014  | Titulaire                                                                 |
| 38    | 11 octobre 2013    | RheinEnergieStadion, Cologne, Allemagne                    | Irlande            | V 3-0     |    | 2  | Eliminatoire de la coupe du monde 2014  | Titulaire                                                                 |
| 39    | 15 octobre 2013    | Friends Arena, Solna, Suède                                | Suède              | V 5-3     |    | 1  | Eliminatoire de la coupe du monde 2014  | Titulaire                                                                 |
| 40    | 15 novembre 2013   | Stade Giuseppe-Meazza, Milan, Italie                       | Italie             | N 1-1     |    | 1  | match amical                            | Titulaire                                                                 |
| 41    | 19 novembre 2013   | Stade de Wembley, Londres, Angleterre                      | Angleterre         | V 1-0     |    | 1  | match amical                            | Titulaire                                                                 |
| 42    | 5 mars 2014        | Mercedes-Benz Arena, Stuttgart, Allemagne                  | Chili              | V 1-0     |    |    | match amical                            | Titulaire                                                                 |
| 43    | 1er juin 2014      | Borussia-Park, Mönchengladbach, Allemagne                  | Cameroun           | N 2-2     |    |    | match amical                            | Titulaire                                                                 |
| 44    | 6 juin 2014        | Opel Arena , Mayence, Allemagne                            | Arménie            | V 6-1     |    |    | match amical                            | Titulaire                                                                 |
| 45    | 16 juin 2014       | Itaipava Arena Fonte Nova, Salvador de Bahia , Brésil      | Portugal           | V 4-0     |    | 1  | Coupe du monde 2014                     | Titulaire                                                                 |
| 46    | 21 juin 2014       | Stade Governador-Plácido-Castelo, Fortaleza, Brésil        | Ghana              | N 2-2     |    |    | Coupe du monde 2014                     | Titulaire                                                                 |
| 47    | 26 juin 2014       | Itaipava Arena Pernambuco, Recife, Brésil                  | États-Unis         | V 1-0     |    |    | Coupe du monde 2014                     | Titulaire                                                                 |
| 48    | 30 juin 2014       | Stade José-Pinheiro-Borda, Porto Alegre, Brésil            | Algérie            | V 2-1     |    |    | Coupe du monde 2014                     | Titulaire                                                                 |
| 49    | 4 juillet 2014     | Stade Maracanã, Rio de Janeiro, Brésil                     | France             | V 1-0     |    | 1  | Coupe du monde 2014                     | Titulaire et remplacé par Christoph Kramer à la 90+2e minute              |
| 50    | 8 juillet 2014     | Mineirão, Belo Horizonte, Brésil                           | Brésil             | V 7-1     | 2  | 1  | Coupe du monde 2014                     | Titulaire et double buteur                                                |
| 51    | 13 juillet 2014    | Stade Maracanã, Rio de Janeiro , Brésil                    | Argentine          | V 1-0     |    |    | Coupe du monde 2014                     | Titulaire                                                                 |
| 52    | 3 septembre 2014   | Merkur Spiel-Arena, Düsseldorf, Allemagne                  | Argentine          | D 4-2     |    | 1  | Match amical                            | Titulaire et remplacé par Sebastian Rudy à la 71e minute                  |
| 53    | 7 septembre 2014   | Signal Iduna Park, Dortmund, Allemagne                     | Écosse             | V 2-1     |    |    | Eliminatoires Euro 2016                 | Titulaire                                                                 |
| 54    | 11 octobre 2014    | Stade national de Varsovie, Varsovie, Pologne              | Pologne            | D 2-0     |    |    | Eliminatoires Euro 2016                 | Titulaire                                                                 |
| 55    | 14 octobre 2014    | Veltins-Arena, Gelsenkirchen, Allemagne                    | Irlande            | N 1-1     | 1  |    | Eliminatoires Euro 2016                 | Titulaire et buteur                                                       |
| 56    | 14 novembre 2014   | Max-Morlock-Stadion, Nuremberg, Allemagne                  | Gibraltar          | V 4-0     |    |    | Eliminatoires Euro 2016                 | Titulaire et remplacé par Lars Bender à la 79e minute                     |
| 57    | 18 novembre 2014   | Stade Balaídos, Vigo , Espagne                             | Espagne            | V 1-0     | 1  |    | Match amical                            | Titulaire et buteur                                                       |
| 58    | 29 mars 2015       | Stade Boris-Paichadze, Tbilissi, Géorgie                   | Géorgie            | V 2-0     |    |    | Eliminatoires Euro 2016                 | Titulaire                                                                 |
| 59    | 4 septembre 2015   | Commerzbank-Arena, Francfort-sur-le-Main, Allemagne        | Pologne            | V 3-1     |    |    | Eliminatoires Euro 2016                 | Titulaire                                                                 |
| 60    | 7 septembre 2015   | Hampden Park, Glasgow, Écosse                              | Écosse             | V 3-2     |    | 1  | Eliminatoires Euro 2016                 | Titulaire                                                                 |
| 61    | 8 octobre 2015     | Aviva Stadium , Dublin, Irlande                            | Irlande            | D 1-0     |    |    | Eliminatoires Euro 2016                 | Titulaire                                                                 |
| 62    | 11 octobre 2015    | Red Bull Arena, Leipzig, Allemagne                         | Géorgie            | V 2-1     |    |    | Eliminatoires Euro 2016                 | Titulaire                                                                 |
| 63    | 26 mars 2016       | Olympiastadion, Berlin, Allemagne                          | Angleterre         | D 3-2     | 1  |    | match amical                            | Titulaire et buteur                                                       |
| 64    | 29 mars 2016       | Allianz Arena, Munich, Allemagne                           | Italie             | V 4-1     | 1  |    | match amical                            | Titulaire et buteur                                                       |
| 65    | 4 juin 2016        | Veltins-Arena, Gelsenkirchen, Allemagne                    | Hongrie            | V 2-0     |    |    | match amical                            | Titulaire et remplacé par Bastian Schweinsteiger à la 68e minute          |
| 66    | 12 juin 2016       | Stade Pierre-Mauroy, Villeneuve-d'Ascq, France             | Ukraine            | V 2-0     |    | 1  | Euro 2016                               | Titulaire                                                                 |
| 67    | 16 juin 2016       | Stade de France, Saint-Denis , France                      | Pologne            | N 0-0     |    |    | Euro 2016                               | Titulaire                                                                 |
| 68    | 21 juin 2016       | Parc des Princes, Paris, France                            | Irlande du Nord    | V 1-0     |    |    | Euro 2016                               | Titulaire                                                                 |
| 69    | 26 juin 2016       | Stade Pierre-Mauroy, Villeneuve-d'Ascq, France             | Slovaquie          | V 3-0     |    |    | Euro 2016                               | Titulaire                                                                 |
| 70    | 2 juillet 2016     | Stade Matmut-Atlantique, Bordeaux, France                  | Italie             | N 1-1     |    |    | Euro 2016                               | Titulaire                                                                 |
| 71    | 7 juillet 2016     | Stade Vélodrome, Marseille, France                         | France             | D 2-0     |    |    | Euro 2016                               | Titulaire                                                                 |
| 72    | 4 septembre 2016   | Ullevaal Stadion, Oslo, Norvège                            | Norvège            | V 3-0     |    |    | Eliminatoires de la coupe du monde 2018 | Titulaire                                                                 |
| 73    | 8 octobre 2016     | Volksparkstadion, Hambourg, Allemagne                      | République tchèque | V 3-0     | 1  |    | Eliminatoires de la coupe du monde 2018 | Titulaire, buteur et remplacé par İlkay Gündoğan à la 76e minute          |
| 74    | 10 octobre 2016    | HDI-Arena, Hanovre, Allemagne                              | Irlande du Nord    | V 2-0     |    |    | Eliminatoires de la coupe du monde 2018 | Titulaire                                                                 |
| 75    | 22 mars 2017       | Signal Iduna Park, Dortmund, Allemagne                     | Angleterre         | V 1-0     |    |    | match amical                            | Titulaire                                                                 |
| 76    | 26 mars 2017       | Stade Tofiq-Béhramov, Bakou, Azerbaïdjan                   | Azerbaïdjan        | V 4-1     |    |    | Eliminatoires de la coupe du monde 2018 | Titulaire et remplacé par Sebastian Rudy à la 89e minute                  |
| 77    | 1er septembre 2017 | Eden Aréna, Prague, République tchèque                     | République tchèque | V 2-1     |    | 1  | Eliminatoires de la coupe du monde 2018 | Titulaire                                                                 |
| 78    | 4 septembre 2017   | Mercedes-Benz Arena, Stuttgart, Allemagne                  | Norvège            | V 6-0     |    |    | Eliminatoires de la coupe du monde 2018 | Titulaire                                                                 |
| 79    | 5 octobre 2017     | Windsor Park, Belfast, Irlande du Nord                     | Irlande du Nord    | V 3-1     |    |    | Eliminatoires de la coupe du monde 2018 | Titulaire                                                                 |
| 80    | 14 novembre 2017   | RheinEnergieStadion, Cologne, Allemagne                    | France             | N 2-2     |    |    | match amical                            | Titulaire et capitaine à partir de la 75e minute                          |
| 81    | 23 mars 2018       | Merkur Spiel-Arena, Düsseldorf, Allemagne                  | Espagne            | N 1-1     |    |    | match amical                            | Titulaire                                                                 |
| 82    | 27 mars 2018       | Olympiastadion, Berlin, Allemagne                          | Brésil             | D 1-0     |    |    | match amical                            | Titulaire et capitaine à partir de la 62e minute                          |
| 83    | 8 juin 2018        | BayArena, Leverkusen, Allemagne                            | Arabie saoudite    | V 2-1     |    |    | match amical                            | Titulaire                                                                 |
| 84    | 17 juin 2018       | Stade Loujniki, Moscou, Russie                             | Mexique            | D 1-0     |    |    | Coupe du monde 2018                     | Titulaire                                                                 |
| 85    | 23 juin 2018       | Stade Ficht, Sotchi, Russie                                | Suède              | V 2-1     | 1  |    | Coupe du monde 2018                     | Titulaire et buteur                                                       |
| 86    | 27 juin 2018       | Kazan Arena, Kazan, Russie                                 | Corée du Sud       | D 2-0     |    |    | Coupe du monde 2018                     | Titulaire                                                                 |
| 87    | 6 septembre 2018   | Allianz Arena, Munich, Allemagne                           | France             | N 0-0     |    |    | Ligue des nations 2018-2019             | Titulaire                                                                 |
| 88    | 9 septembre 2018   | Rhein-Neckar-Arena, Sinsheim, Allemagne                    | Pérou              | V 2-1     |    | 1  | Match amical                            | Titulaire et capitaine                                                    |
| 89    | 13 octobre 2018    | Johan Cruijff ArenA, Amsterdam, Pays-Bas                   | Pays-Bas           | D 3-0     |    |    | Ligue des nations 2018-2019             | Titulaire                                                                 |
| 90    | 16 octobre 2018    | Stade de France, Saint-Denis , France                      | France             | D 2-1     | 1  |    | Ligue des nations 2018-2019             | Titulaire et buteur                                                       |
| 91    | 19 novembre 2018   | Veltins-Arena, Gelsenkirchen, Allemagne                    | Pays-Bas           | N 2-2     |    |    | Ligue des nations 2018-2019             | Titulaire                                                                 |
| 92    | 24 mars 2019       | Johan Cruijff ArenA, Amsterdam, Pays-Bas                   | Pays-Bas           | V 3-2     |    |    | Eliminatoires Euro 2020                 | Titulaire                                                                 |
| 93    | 6 septembre 2019   | Volksparkstadion, Hambourg, Allemagne                      | Pays-Bas           | D 4-2     | 1  |    | Eliminatoires Euro 2020                 | Titulaire et buteur                                                       |
| 94    | 9 septembre 2019   | Windsor Park, Belfast, Irlande du Nord                     | Irlande du Nord    | V 2-0     |    |    | Eliminatoires Euro 2020                 | Titulaire                                                                 |
| 95    | 16 novembre 2019   | Borussia-Park, Mönchengladbach, Allemagne                  | Biélorussie        | V 4-0     | 2  | 1  | Eliminatoires Euro 2020                 | Titulaire et double buteur                                                |
| 96    | 19 novembre 2019   | Commerzbank-Arena, Francfort-sur-le-Main, Allemagne        | Irlande du Nord    | V 6-1     |    | 1  | Eliminatoires Euro 2020                 | Titulaire et capitaine                                                    |
| 97    | 3 septembre 2020   | Mercedes-Benz Arena, Stuttgart, Allemagne                  | Espagne            | N 1-1     |    |    | Ligue des nations 2020-2021             | Titulaire et capitaine                                                    |
| 98    | 6 septembre 2020   | Parc Saint-Jacques, Bâle, Suisse                           | Suisse             | N 1-1     |    |    | Ligue des nations 2020-2021             | Titulaire et capitaine                                                    |
| 99    | 10 octobre 2020    | Stade olympique, Kiev, Ukraine                             | Ukraine            | V 2-1     |    |    | Ligue des nations 2020-2021             | Titulaire                                                                 |
| 100   | 13 octobre 2020    | RheinEnergieStadion, Cologne, Allemagne                    | Suisse             | N 3-3     |    |    | Ligue des nations 2020-2021             | Titulaire                                                                 |
| 101   | 17 novembre 2020   | Stade olympique,Séville, Espagne                           | Espagne            | D 6-0     |    |    | Ligue des nations 2020-2021             | Titulaire                                                                 |
| 102   | 7 juin 2021        | Merkur Spiel-Arena, Düsseldorf,Allemagne                   | Lettonie           | 7-1       |    |    | match amical                            | Titulaire                                                                 |
| 103   | 15 juin 2021       | Allianz Arena, Munich, Allemagne                           | France             | 0-1       |    |    | Euro 2020                               | Titulaire                                                                 |
| 104   | 19 juin 2021       | Allianz Arena, Munich, Allemagne                           | Portugal           | 4-2       |    |    | Euro 2020                               | Titulaire                                                                 |
| 105   | 23 juin 2021       | Allianz Arena, Munich, Allemagne                           | Hongrie            | 2-2       |    |    | Euro 2020                               | Titulaire                                                                 |
| 106   | 29 juin 2021       | Stade de Wembley, Londres, Angleterre                      | Angleterre         | 0-2       |    |    | Euro 2020                               | Titulaire                                                                 |
| 107   | 23 mars 2024       | Parc Olympique lyonnais, Lyon, France                      | France             | 0-2       |    | 1  | match amical                            | Titulaire                                                                 |
| 108   | 26 mars 2024       | Deutsche Bank Park, Francfort-sur-le-Main, Allemagne       | Pays-Bas           | 2-1       |    | 1  | match amical                            | Titulaire                                                                 |
| 109   | 7 juin 2024        | Borussia-Park, Mönchengladbach, Allemagne                  | Grèce              | 2-1       |    |    | match amical                            | Titulaire                                                                 |
| 110   | 14 juin 2024       | Allianz Arena, Munich, Allemagne                           | Écosse             | 5-1       |    |    | Euro 2024                               | Titulaire                                                                 |
| 111   | 19 juin 2024       | Stuttgart Arena, Stuttgart, Allemagne                      | Hongrie            | 2-0       |    |    | Euro 2024                               | Titulaire                                                                 |
| 112   | 23 juin 2024       | Frankfurt Arena, Francfort-sur-le-Main, Allemagne          | Suisse             | 1-1       |    |    | Euro 2024                               | Titulaire                                                                 |
| 113   | 29 juin 2024       | BVB Stadion Dortmund, Dortmund, Allemagne                  | Danemark           | 2-0       |    |    | Euro 2024                               | Titulaire                                                                 |
| 114   | 5 juillet 2024     | Stuttgart Arena, Stuttgart, Allemagne                      | Espagne            | 2-1 a. p. |    |    | Titulaire                               |                                                                           |
| Total | 114                |                                                            |                    |           | 17 | 20 |                                         |                                                                           |

| Sélection | Année | Matchs | Buts |
| --------- | ----- | ------ | ---- |
| Allemagne | 2010  | 13     | 0    |
| Allemagne | 2011  | 11     | 2    |
| Allemagne | 2012  | 10     | 2    |
| Allemagne | 2013  | 7      | 1    |
| Allemagne | 2014  | 16     | 4    |
| Allemagne | 2015  | 5      | 0    |
| Allemagne | 2016  | 10     | 3    |
| Allemagne | 2017  | 7      | 0    |
| Allemagne | 2018  | 12     | 2    |
| Allemagne | 2019  | 5      | 3    |
| Allemagne | 2020  | 5      | 0    |
| Allemagne | 2021  | 5      | 0    |
| Allemagne | 2024  | 8      | 0    |
| Total     |       | 114    | 17   |

#### Buts internationaux
| 0     | Date | Lieu | Adversaire | Score | Résultat | Compétition | Sélection | Notes |
| ----- | --- | --- | --- | --- | --- | --- | --- | --- |
| 1     | 6 septembre 2011 | PGE Arena Gdańsk, Gdańsk, Pologne | Pologne | 1-1 | 2-2 | Match amical | 21 | s.p du pied droit à la 68eme minute |
| 2     | 11 novembre 2011 | Olimpiysky National Sports Complex, Kiev, Ukraine                                                                                           | Ukraine | 2-1 | 3-3 | Match amical | 23 | But du pied droit à la 39eme minute |
| 3     | 12 octobre 2012 | Aviva Stadium, Dublin, Irlande | République d'Irlande | 0-5 | 1-6 | Éliminatoires Coupe du monde 2014 | 33 | But du pied gauche à la 61éme minute |
| 4     | 12 octobre 2012 | Aviva Stadium, Dublin, Irlande | République d'Irlande | 0-6 | 1-6 | Éliminatoires Coupe du monde 2014 | 33 | But du pied droit sur une passe décisive de Mesut Özil à la 83e minute                                                                      |
| 5     | 6 septembre 2013 | Allianz Arena, Munich, Allemagne | Autriche | 2-0 | 3-0 | Éliminatoires Coupe du monde 2014 | 36 | But du pied droit sur une passe decisive de Philipp Lahm à la 51eme minute                                                                  |
| 6     | 8 juillet 2014 | Estádio Mineirão, Belo Horizonte, Brésil | Brésil | 0-3 | 1-7 | Coupe du monde 2014 | 50 | But du pied gauche sur une passe decisive de Philipp Lahm à la 24eme minute                                                                 |
| 7     | 8 juillet 2014 | Estádio Mineirão, Belo Horizonte, Brésil | Brésil | 0-4 | 1-7 | Coupe du monde 2014 | 50 | But du pied droit sur une passe decisive de Sami Khedira à la 26éme minute                                                                  |
| 8     | 14 octobre 2014 | Veltins-Arena, Gelsenkirchen, Allemagne | République d'Irlande | 1-0 | 1-1 | Éliminatoires Euro 2016 | 55 | But du pied droit sur une passe decisive de Karim Bellarabi à la 71éme minute                                                               |
| 9     | 18 novembre 2014 | Estadio de Balaídos, Vigo, Espagne | Espagne | 0-1 | 0-1 | Match amical | 57 | But du pied droit sur une passe decisive de Max Kruse à la 89eme minute                                                                     |
| 10    | 26 mars 2016 | Olympiastadion, Berlin, Allemagne | Angleterre | 1-0 | 2-3 | Match amical | 63 | But du pied droit sur une passe decisive de Mesut Özil à la 43eme minute                                                                    |
| 11    | 29 mars 2016 | Allianz Arena, Munich, Allemagne | Italie | 1-0 | 4-1 | Match amical | 64 | But du pied gauche à la 25éme minute |
| 12    | 8 octobre 2016 | Volksparkstadion, Hambourg, Allemagne | Tchéquie | 2-0 | 3-0 | Éliminatoires Coupe du monde 2018 | 73 | But du pied gauche sur une passe décisive de Joshua Kimmich à la 49e minute                                                                 |
| 13    | 23 juin 2018 | Stade Ficht, Sotchi, Russie | Suède | 2-1 | 2-1 | Coupe du monde 2018 | 85 | c.f du pied droit sur une passe décisive de Marco Reus à la 90+5eme minute                                                                  |
| 14    | 16 octobre 2018 | Stade de France, Saint-Denis, France | France | 0-1 | 2-1 | Ligue des nations 2018-2019 | 90 | s.p du pied droit à la 14eme minute |
| 15    | 6 septembre 2019 | Volksparkstadion, Hambourg, Allemagne | Pays-Bas | 2-2 | 2-4 | Éliminatoires Euro 2020 | 93 | s.p du pied droit à la 73e minute |
| 16    | 16 novembre 2019 | Borussia-Park, Mönchengladbach, Allemagne                                                                                                   | Biélorussie | 3-0 | 4-0 | Éliminatoires Euro 2020 | 95 | But du pied droit sur une passe decisive de Matthias Ginter à la 55eme minute                                                               |
| 17    | 16 novembre 2019 | Borussia-Park, Mönchengladbach, Allemagne                                                                                                   | Biélorussie | 4-0 | 4-0 | Éliminatoires Euro 2020 | 95 | But du pied gauche sur une passe decisive de İlkay Gündoğan à la 83éme minutes                                                              |
| Total | 17 buts (12 du pied droit et 5 du pied gauche) dont 3 penaltys et 1 coup franc en 96 sélections entre le 3 mars 2010 et le 19 novembre 2019 | 17 buts (12 du pied droit et 5 du pied gauche) dont 3 penaltys et 1 coup franc en 96 sélections entre le 3 mars 2010 et le 19 novembre 2019 | 17 buts (12 du pied droit et 5 du pied gauche) dont 3 penaltys et 1 coup franc en 96 sélections entre le 3 mars 2010 et le 19 novembre 2019 | 17 buts (12 du pied droit et 5 du pied gauche) dont 3 penaltys et 1 coup franc en 96 sélections entre le 3 mars 2010 et le 19 novembre 2019 | 17 buts (12 du pied droit et 5 du pied gauche) dont 3 penaltys et 1 coup franc en 96 sélections entre le 3 mars 2010 et le 19 novembre 2019 | 17 buts (12 du pied droit et 5 du pied gauche) dont 3 penaltys et 1 coup franc en 96 sélections entre le 3 mars 2010 et le 19 novembre 2019 | 17 buts (12 du pied droit et 5 du pied gauche) dont 3 penaltys et 1 coup franc en 96 sélections entre le 3 mars 2010 et le 19 novembre 2019 | 17 buts (12 du pied droit et 5 du pied gauche) dont 3 penaltys et 1 coup franc en 96 sélections entre le 3 mars 2010 et le 19 novembre 2019 |

## Style de jeu
Toni Kroos est connu pour la précision de ses passes (passes courtes et longues, des deux pieds), sa technique, sa vision ainsi que ses tirs de loin. Il est d'ailleurs le joueur avec le meilleur pourcentage de passes réussies dans les cinq grands championnats (Espagne, Allemagne, Italie, Angleterre et France). Jonathan Wilson l'a décrit comme « peut-être l'archétype du milieu de terrain offensif moderne » ainsi que « dynamique et travailleur », et l'a félicité pour sa polyvalence et sa force physique entre autres. Sa capacité physique lui permet également d'être à l'aise dans la récupération de la balle.
Toni Kroos et ses passes millimétrées sont l'illustration de l'intelligence footballistique. Il occupe souvent le poste de meneur de jeu reculé, au Real Madrid comme en équipe nationale d'Allemagne. Dans un style de « regista » rappelant Andrea Pirlo, Toni Kroos compense sa lenteur par une incroyable capacité à déplacer le jeu au bon moment, au bon endroit.
Toni Kroos est très bon sur coups de pied arrêtés : corner, penalty ou même coup franc. Par exemple, il réalisera un coup franc magistral face à la Suède lors de la Coupe du monde 2018 disputée en Russie qui donnera la victoire aux Allemands. De plus, beaucoup de ses passes décisives sont effectuées sur corner ou sur coup franc.
Sous l'ère Zidane, le trio qu'il forme avec Casemiro et Luka Modrić s'impose dans l'entrejeu madrilène et devient incontournable jusqu'en 2022 et le départ de Casemiro du club. Ces trois joueurs sont complémentaires, Casemiro évoluant plus en retrait dans un rôle plus physique quand Toni Kroos, à sa gauche, régule le jeu de passes madrilène et Luka Modrić fait la différence sur sa qualité technique. Ils sont aussi capables de s'adapter aux évolutions tactiques que proposent leurs entraîneurs successifs.
L'ancien capitaine des Pays-Bas Johan Cruyff a déclaré à propos des performances de Kroos lors de la Coupe du monde 2014: "Il fait tout correctement : le rythme de ses passes est excellent et il voit tout. C'est presque parfait".

## Sponsor
Sous contrat avec Adidas, Toni Kroos a la particularité de porter le même modèle depuis 2014, la adidas Adipure 11 Pro dans son coloris blanc et bleu. Avouant que cela est dû à de la superstition, le joueur allemand continue de porter sans relâche cette paire.

## Palmarès et distinctions

### Palmarès en club et en sélection
| Bayern Munich (9) | Real Madrid (23) | Allemagne (1) |
| - Champion d'Allemagne (3) : 2008, 2013 et 2014. - Vainqueur de la Ligue des champions (1) : 2013. - Vainqueur de la Supercoupe de l'UEFA (1) : 2013. - Vainqueur de la Coupe du monde des clubs (1) : 2013. - Vainqueur de la Coupe d'Allemagne (2) : 2008 et 2014. - Vainqueur de la Supercoupe d'Allemagne (1) : 2012. - Finaliste de la Ligue des champions : 2012. - Finaliste de la Coupe d'Allemagne : 2012. | - Champion d'Espagne (4) : 2017, 2020, 2022 et 2024. - Vainqueur de la Ligue des champions (5) : 2016, 2017, 2018, 2022 et 2024. - Vainqueur de la Coupe du monde des clubs (5) : 2014, 2016, 2017, 2018 et 2022. - Vainqueur de la Supercoupe de l'UEFA (3) : 2014, 2017 et 2022. - Vainqueur de la Coupe d'Espagne (1) : 2023. - Vainqueur de la Supercoupe d'Espagne (4) : 2017, 2020, 2022 et 2024. - Finaliste de la Supercoupe d'Espagne : 2014 et 2023. - Finaliste de la Supercoupe de l'UEFA : 2018. | - Vainqueur de la Coupe du monde (1) : 2014. - Troisième de la Coupe du monde : 2010. - Demi-finaliste de l'Euro : 2012 et 2016. |

### Récompenses individuelles
- Footballeur de l'année en Allemagne en 2018.

- Joueur allemand de l’année par Kicker en 2024[48].

- Médaille Fritz Walter en 2008[49].
- Meilleur passeur de la Coupe du monde 2014.
- Membre de l'équipe-type de l'Euro 2016.
- Membre de l'équipe-type de la Coupe du monde 2014.
- Membre de l'équipe-type du Championnat d'Espagne en 2017.
- Membre de l'équipe type de l'année UEFA en 2014, 2016 et 2017.
- Membre de l'équipe-type de FIFA/FIFPro World XI en 2014, 2016, 2017 et 2024.
- Membre de l'équipe-type de la Ligue des champions de l'UEFA en 2014, 2015, 2016, 2017 et 2018.
- Seul joueur allemand de l'histoire à avoir remporté six fois la Ligue des champions de l'UEFA .
- Élu meilleur meneur de jeu mondial de l'année (IFFHS) en 2014.
- Joueur le plus titré de la Coupe du monde des clubs (6 fois).
- Joueur le plus titré de la Ligue des champions à égalité avec Francisco Gento, Dani Carvajal, Luka Modrić et Nacho (6 fois).

### Ballon d'Or
Toni Kroos est nommé cinq fois dans la liste des prétendants au Ballon d'or (2014, 2015, 2016, 2017 et 2024) trophée individuel considéré comme étant le plus prestigieux. Il finit deux fois dans le top 10 (9ème en 2014 et 10 ans plus tard en 2024), malgré un désintérêt pour ce prix .
| Année | Classement | Voix   | Club de Kroos               | Vainqueur du Ballon d'Or |
| ----- | ---------- | ------ | --------------------------- | ------------------------ |
| 2014  | 9ème       | 1,43 % | Bayern Munich / Real Madrid | Cristiano Ronaldo        |
| 2015  | 21ème      | 0,29 % | Real Madrid                 | Lionel Messi             |
| 2016  | 17ème      | 0,06 % | Real Madrid                 | Cristiano Ronaldo        |
| 2017  | 17ème      | 0,71 % | Real Madrid                 | Cristiano Ronaldo        |
| 2024  | 9ème       | 4,39 % | Real Madrid                 | Rodri                    |

## Après-carrière
En 2025, Toni Kroos devient actionnaire et intervenant de la société allemande Sports 360 dont le but est de proposer des services de conseil à des footballeurs professionnels.

## Vie privée
Le 13 juin 2015, il épouse à Palma, sur l'île de Majorque, Jessica Faber avec qui il était en couple depuis 2010. Ils ont trois enfants : Leon (né le 14 août 2013), Amelie (née le 20 juillet 2016) et Finn (né le 26 mars 2019).
Il réside depuis 2014 à Pozuelo de Alarcón, commune chic limitrophe de Madrid, avec sa femme et ses trois enfants. Il possède aussi une propriété à Palma, sur l'île de Majorque.
Kroos est un grand fan de basket-ball, et suit la NBA. Le 15 mai 2020, Kroos et son frère Felix Kroos ont lancé le podcast Simply Luppen, qui paraissait initialement un mercredi sur deux, mais à partir de décembre 2020, il apparaîtra désormais tous les mercredis via un flux Web  sur les plateformes de streaming courantes.
Il a clamé à plusieurs reprises son admiration envers le Français Johan Micoud, qu'il considère comme son joueur favori et son modèle.

## Engagements
Le footballeur possède sa propre fondation la Toni Kroos Stiftung (Fondation Toni Kroos) qui s'occupe des enfants handicapés, autistes, malades ou encore déficients mentaux.
Il soutient et finance par de l'argent récolté la campagne d'Angela Merkel lors des élections allemandes de 2017[réf. nécessaire].
Toni Kroos a été ambassadeur de la fondation caritative Postcode Lottery Group.

### Critique envers le Qatar et l'Arabie saoudite
Fin mars 2021, Toni Kroos s'est prononcé avec acharnement sur l'attribution de la Coupe du monde 2022 au Qatar et a critiqué des problèmes tels que les mauvaises conditions de travail et l'homophobie . Kroos ne prône pas le boycott. Comme l'ont fait récemment les équipes nationales des Pays-Bas et de la Norvège, ainsi que la sienne, en affichant des messages pour les droits de l'homme avant le début des matchs internationaux, le joueur du Real Madrid estime qu'il est crucial de mettre en évidence les problèmes au Qatar afin de favoriser le changement,.
Début 2024, Kroos critiquait le transfert des meilleurs joueurs en Arabie saoudite dans Sports Illustrated : « En fin de compte, c’est une décision pour l’argent – et contre le football ». Le 14 janvier, lors d'un match de finale de la Supercoupe opposant le Real Madrid et le FC Barcelone qui se déroule en Arabie saoudite, Kroos est copieusement hué à chaque toucher de ballon. Il déclare à la fin du match que : « Les sifflets des Saoudiens montrent que j'ai dit la vérité »,.